# Makonnen Haile Selassie
Makonnen Haile Selassie, född 13 oktober 1924 i Addis Abeba, död 13 maj 1957 i Addis Abeba, var en etiopisk prins, son till kejsar Haile Selassie och Menen Asfaw. 
Han var sin fars favoritson och det spekulerades allmänt att han skulle utses till tronarvinge före sin äldre bror. Hans död i en bilolycka spekulerades i själva verket ha varit ett politiskt mord.